# Nibe Boldklub
Nibe Boldklub eller Nibe B er en dansk idrætsforening, hjemhørende i Nibe. Foreningen blev grundlagt den 19. juli 1919, under navnet Nibe Fodboldklub, og først i 1935 fik klubben sit nuværende navn.
Klubbens bedste fodboldhold spillede i efteråret 2017 i Serie 1.